# Henrik Salmson
Henrik Salmson, född 28 mars 1816 i Stockholm, död efter 1863 i S:t Petersburg, var en svensk-rysk gravör.
Han var son till hovgravören Salm Salmson och Fredrika Moses. Salmson växte upp i ett konstnärligt och kulturelit hem där sex av hans syskon kom att bli verksamma inom kulturområdet. Efter utbildning från sin far i konsten att gravera utvandrade han till S:t Petersburg där han var verksam fram till sin död. Bland hans mer noterbara arbeten i Ryssland räknas den mosaikinläggning han utförde på skulpturerna i Isakskatedralen i S:t Petersburg.